# Allocazione di Neyman
L'allocazione ottima di Neyman, usata in statistica nell'ambito del campionamento statistico, è un'allocazione delle unità in un disegno stratificato sviluppata indipendentemente da Aleksandr Čuprov nel 1920  e Neyman nel 1934.
La ripartizione degli elementi campionari negli strati considera sia la numerosità che la variabilità di ogni strato, a differenza dell'allocazione proporzionale che tiene conto della sola numerosità di strato.
Se si indica con Nh la numerosità dello strato h e con Sh la deviazione standard nello strato stesso e con n il totale degli elementi campionati si ha:
{\displaystyle n_{h}=n\ {\frac {N_{h}S_{h}}{\Sigma _{i}N_{i}S_{i}}}}
con nh la numerosità campionaria dello strato h-esimo.
Naturalmente la somma degli nh sarà pari a {\displaystyle {\Sigma _{h}\ n_{h}}=n}.